# Graduato aiutante

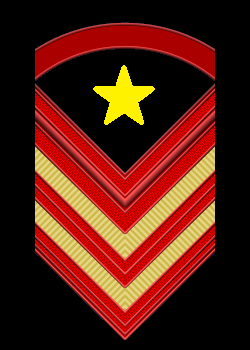
Graduato aiutante dell'Esercito Italiano

Quella di graduato aiutante è la qualifica apicale attribuita al militare col grado di primo graduato della categoria dei graduati dell'Esercito e dell'Aeronautica Militare (sottocapo aiutante per la Marina Militare). La sigla abbreviativa identificativa del grado è  Grd. A. 
Essa fu istituita con la denominazione di caporal maggiore capo scelto qualifica speciale a seguito del riordino dei ruoli e delle carriere (decreto legislativo 29 maggio 2017, n.94 «Disposizioni in materia di riordino dei ruoli e delle carriere del personale delle Forze armate, ai sensi dell'articolo 1, comma 5, secondo periodo, della legge 31 dicembre 2012, n. 244»). 
L’attuale denominazione di graduato aiutante è stata introdotta con la legge 5 agosto 2022, n. 119, entrata in vigore il 28 agosto successivo.

## Descrizione
I graduati aiutanti hanno rango preminente sui pari grado. Può essere attribuita ai primi graduati dopo 5 anni di permanenza nel grado. La qualifica è equivalente al codice di grado NATO OR-4.
I graduati aiutanti ricoprono incarichi di maggiore responsabilità, sono diretti collaboratori dei superiori gerarchici.
Il distintivo di qualifica per controspalline del Graduato Aiutante dell'Esercito Italiano è costituito su piastrina trapezoidale (spessore mm 1, base maggiore mm 48, base minore mm 44 ed altezza mm 65) di colore nero sulla quale sono disposti un gallone a "V" e un galloncino arcuato rosso. Sotto al gallone sono posti due galloncini a "V" di colore rosso e lo spazio tra il gallone e i due galloncini a "V" è di colore oro. Sopra il gallone superiore è posta al centro una stelletta a cinque punte, di colore dorato (diametro 10 mm). La punta superiore della stelletta deve essere in linea con le punte delle ali del gallone superiore. Gallone e galloncini hanno una larghezza totale di mm 42 e distano dalla base della piastrina mm 2. Le due ali del gallone e dei galloncini sono tagliate in linea verticale ed hanno uno spessore di mm 10 per gallone mentre di mm 5 per i galloncini. Lo spessore del galloncino arcuato è di mm 5 e lo spazio tra gallone a "V" e i galloncini misura mm 2.

## Corrispondenze
| Anni di servizio                                                          | Esercito Italiano                                                   | Marina Militare                                                          | Aeronautica Militare                                            | Carabinieri                         |
| ------------------------------------------------------------------------- | ------------------------------------------------------------------- | ------------------------------------------------------------------------ | --------------------------------------------------------------- | ----------------------------------- |
| Alla nomina                                                               | Graduato (Primo caporal maggiore)                                   | Sottocapo di terza classe                                                | Aviere capo                                                     | Carabiniere                         |
| Dopo 1 anno nel grado precedente (per i carabinieri dopo 4 anni e 6 mesi) | Graduato scelto (Caporal maggiore scelto)                           | Sottocapo di seconda classe                                              | Primo aviere scelto                                             | Carabiniere scelto                  |
| Dopo 5 anni nel grado precedente                                          | Graduato capo (Caporal maggiore capo)                               | Sottocapo di prima classe                                                | Primo aviere capo                                               | Appuntato                           |
| Dopo 4 anni nel grado precedente                                          | Primo graduato (Caporal maggiore capo scelto)                       | Sottocapo scelto (Sottocapo di prima classe scelto)                      | Primo graduato (Primo aviere capo scelto)                       | Appuntato scelto                    |
| Dopo 5 anni nel grado precedente                                          | Graduato aiutante (Caporal maggiore capo scelto qualifica speciale) | Sottocapo aiutante (Sottocapo di prima classe scelto qualifica speciale) | Graduato aiutante (Primo aviere capo scelto qualifica speciale) | Appuntato scelto qualifica speciale |

## Germania
nelle forze armate tedesche il grado corrispondente è Stabskorporal.

### Riferimenti normativi
- Decreto legislativo 15 marzo 2010, n. 66, in materia di "Codice dell'ordinamento militare" aggiornato.
- Decreto del presidente della Repubblica 15 marzo 2010, n. 90, in materia di "Testo unico delle disposizioni regolamentari in materia di ordinamento militare" aggiornato.
- NATO, APersP-01. NATO Codes for Grades of Military Personnel. Edition A, Version 3 [APersP-01. Codici per i gradi del personale militare della NATO, edizione A, versione 3], in STANAG 2116, Bruxelles, NATO Standardization Office, 16 giugno 2022.

### Testi
- Riccardo Busetto, Il dizionario militare: dizionario enciclopedico del lessico militare, Bologna, Zanichelli, 2004, ISBN 978-88-08-08937-3.